# Canthon quadripunctatus
Canthon quadripunctatus är en skalbaggsart som beskrevs av Ludwig Redtenbacher 1867. Canthon quadripunctatus ingår i släktet Canthon och familjen bladhorningar. Inga underarter finns listade.